# Lurcy-le-Bourg
Lurcy-le-Bourg – miejscowość i gmina we Francji, w regionie Burgundia-Franche-Comté, w departamencie Nièvre.
Według danych na rok 1990 gminę zamieszkiwały 334 osoby, a gęstość zaludnienia wynosiła 15 osób/km² (wśród 2044 gmin Burgundii Lurcy-le-Bourg plasuje się na 583. miejscu pod względem liczby ludności, natomiast pod względem powierzchni na miejscu 365.).